# Phan Vũ
Phan Vũ tên thật Trần Hồng Hải (1926 – 17 tháng 7 năm 2019), là nhà thơ, nhà viết kịch kiêm diễn viên người Việt Nam.  

## Tiểu sử
Phan Vũ bắt đầu sự nghiệp công tác văn nghệ tại miền Đông và miền Tây Nam bộ vào năm 20 tuổi.
Sau đó, vào năm 1954 ông chuyển đến Hà Nội và làm việc cho Xưởng phim truyện Việt Nam. Cùng thời gian, ông tham gia biên tập báo Nhân Văn. Sau khi đất nước thống nhất, Phan Vũ trở về Sài Gòn và làm việc tại Đài Truyền hình TP. Hồ Chí Minh. Từ đầu thập kỷ 1990, ông chuyển hướng chính vào nghệ thuật hội họa.
Ông là tác giả của nhiều tác phẩm được công chúng ái mộ: tập thơ Hà Nội – Phố, kịch Lửa cháy lên rồi (giải thưởng Văn học năm 1955), Bà mẹ và thanh gươm, kịch bản phim Dòng sông âm vang, tuyển tập thơ Ta còn em…
Ông từng đạo diễn các phim "Bí mật thành phố cấm", "Như một huyền thoại" (phim về nữ anh hùng Võ Thị Sáu). Trong khoảng thời gian này ông cũng tham gia với tư cách diễn viên, đóng một số bộ phim đen trắng. 
Khoảng hơn 10 năm trở lại đây, khi đã ngoài 70 tuổi, ông chú tâm đến với hội họa và đã có 9 cuộc triển lãm tranh ở trong và ngoài nước. Tháng 7 năm 2018,  ông mở triển lãm tranh "Em ơi, Hà Nội phố" tại Tp. Hồ Chí Minh, trưng bày 25 tác phẩm sơn dầu.
Ông mất vào ngày 17 tháng 7 năm 2019 tại Tp. Hồ Chí Minh, thọ 93 tuổi.

## Tập thơ "Hà Nội – Phố"
Gồm 23 đoạn, được ông sáng tác vào mùa đông năm 1972, khi Hà Nội bị bom B52 đánh phá ác liệt. Một phần trong đây đã được Phú Quang phổ nhạc bài hát "Em ơi Hà Nội phố". Tác phẩm này được in một lần duy nhất vào năm 2008. 
Trong lần tái xuất gần đây nhất do Nhà xuất bản Hồng Đức phát hành vào năm 2017, bên cạnh bản "Em Ơi, Hà Nội Phố" nguyên bản, còn có bảy phiên bản phụ do nhà thơ Phan Vũ vẽ và tám bức chân dung tự họa của ông, tạo thành một bộ sưu tập trường ca đặc biệt và cảm động về Hà Nội.